# 中国生物能源
中国生物能源行业已经制定了在2020年实现生物能源发电占可再生能源发电百分之一比例的目标。在中国生物能源的发展需要满足不断增长的能源需求。一些机构参与了这一发展，尤其是亚洲开发银行和中华人民共和国农业部。开发生物能源行业的一个额外的动力是促进农村农业的发展，早在863计划中就设立了“生物质水相催化合成生物航空燃油”课题，若是能成功达成则落后的农村经济瞬间就和最尖端科技和大额利润的航空业及其他交通业发生了连接，大量农民脱贫可期。

## 概況

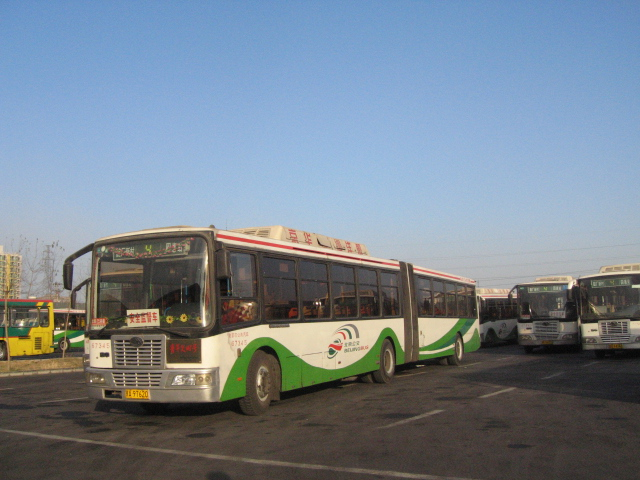
京華牌壓縮天然氣公車

截至2005年，生物能源已经在超过2,000万個农村家庭中使用，以甲烷为主要生物燃料。同时每年有超过4,000個生物能源设施，生产80亿立方米的甲烷气体。到2006年，有20%的“汽油”消耗实际上10%乙醇-汽油混合物。據人民网報導，到2010年生物能源发电有望达到5 GW，并在2020年會达到30 GW。到2010年，每年甲烷气体的使用预计将达到19立方千米，并在2020年达到40立方千米。
中国是繼巴西和美国之后的世界第三大乙醇生产国。然而，在2006年只有国家粮食产量（336.6万吨谷物）的0.71%被用于生产乙醇。由于农作物价格上涨，食品需求和燃料需求的潜在冲突已经被关注。所以青岛生物能源所專攻的微藻产油效率相当被寄予厚望減低制油糧食消耗量，目前該所在一年的生长期内，一公顷玉米能产172升生物质燃油，一公顷大豆能产446升生物质燃油，與世界頂尖領域並駕齊驅，所以該所認為藻类对缓解人类面临的粮食、能源、环境三大危机，有着巨大的潜力。
2013年底中国科学院广州能源研究所發布生物航空燃油技术進展，開發了以秸秆等木质纤维素类生物质及木薯等非粮生物质为原料，研发出了生物质高效水热解聚—水相化学催化合成生物航空燃油新技术，10吨原料可生产1吨航空燃油。

## 政策
2005年2月28日，中华人民共和国第十届全国人民代表大会常务委员会第十四次会议于通过《中华人民共和国可再生能源法》，并于2006年1月1日起开始施行。

### 目标
- 到2010年达到可再生能源消费量占中国能源消费总量10%的目标。
- 到2010年替代燃料达到600万吨，到2020年替代燃料达到1500万吨。
- 到2010 年实现50%使用混合汽油的目标。
- 中国的年生产乙醇能力达到102万吨每年。

## 事件
- 2006年10月10日至12日在中国北京举办了第四届亚洲生物燃料会议和博览会（Asia Biofuels Conference and Expo IV.）。
- 2006年10月24日至27日在中国北京举办了长城可再生能源论坛（Great Wall Renewable Energy Forum），包括一个技术会议和贸易展。
- 2006年11月7日至9日在中国北京举办了第五届哈特世界炼油和燃料会议（亚洲）（Hart's 5th Annual World Refining and Fuels Conference: Asia）。
- 2010年冷泉港亚洲会议在蘇州啟動第一屆年會。
- 2012年12月10日长城可再生能源论坛再次召開，主題為中德兩國可再生能源与分布式发电国际研讨会。
- 2013年12月中国科学院广州能源研究所發布生物航空燃油新技术。
- 2014年1月青岛生物能源所单细胞研究中心在微藻制油研究领域突破。
- 2014年11月中科院設立清源聚能奖学金，鼓勵新能源人才投入。[4]

## 发展
中国企业因高效利用能源而获奖。2007年6月23日chinagate网消息，北京神州大蓄可持续能源科技发展有限公司因为生产超过25000个可以燃烧作物废的高效炉灶而赢得Ashden奖。
CASP协议使得湄公河区域生物燃料生产商受益。2007年4月11日Biofuelreview网消息，柬埔寨、中国、老挝、缅甸、泰国和越南等6个国家的农业部长，支持核心农业计划，这将增加在大湄公河次区域的农业贸易和投资。这个计划的主要作用是帮助农民获得新能源作物和相关技术带来的好处。
中国生物燃料扩张威胁生态平衡，2007年3月27日《Renewable Energy Access》消息。最近中国林业管理局和能源巨头在西南开发生物燃料种植上达成了一项协议，这可能会导致巨大的环境损失，降低该地区森林的生物多样性。
中国计划种植与英格兰面积相近的作为生物燃料的树木，2007年2月8日《中国日报》消息。中国将种植130000平方公里的麻疯树，面积大小与英格兰，用于生产石油，相当于每年生产近600万吨的生物柴油。麻疯树用作木材燃料还可以提供发电厂1200万千瓦装机容量，到2010年将占全国可再生能源的30%。
乙醇燃料中国农民的希望，2007年1月29日《The Standard》消息。北京正在努力从木薯和甘蔗中生产更多乙醇，这可能使得农民获益。但现在中国已经是木薯淀粉和糖的净进口国，所以目前还不清楚是否会有足够的原料。
生物柴油席卷中国。中国正在寻找新的生物柴油原料，包括油菜新品种，中国的开心果和麻疯树。然而由于缺乏标准和规范，食物与燃料之争问题越来越令人担忧。
生物燃料蚕食中国的粮食储备，2006年12月21日亚洲时报在线消息。由于对粮食安全的担忧，中国已经开始有限制使用玉米和其他可食用的谷物生产生物燃料。
中国清洁能源概要计划扩大使用棕榈油作为原料以提高生物柴油产能
中国开始停止扩张玉米乙醇行业以阻止食品价格上升
陕西母亲赢得最高环境奖，2006年6月16日blueskieschina网消息。陕西母亲因为在中国的陕西省配备了1300农户沼气系统而赢得Ashden奖。

## 面临的问题

### 生物燃料生产
在2005年玉米占102万吨乙醇生产原料的76%。

### 生物能源的潜力
根据国家发展和改革委员会报告的网站，在中国每年非谷类作物最终可能生产出高达3亿吨乙醇。

## 组织

### 区域性国际组织
核心农业支持计划是一项包括中国南方和东南亚湄公河地区的国家支持生物燃料原料和其它农业项目的计划。

### 政府组织
- english.gov.net是中国政府的主要英语门户网站。许多机构还没有英文网站。
- 中国生物能源政策通告由以下机构发布：
- 国家发展和改革委员会（NDRC），这是“一个宏观经济管理部门，并授权国家经济发展战略”，它涉及了中国的生物燃料目标。
- 国家环境保护总局（SEPA）
- 中国财政部（MOF），财政部帮助调节生物能源的补贴和税收政策。
- 中国农业部
- 中国国家林业局
- 中国国家税务总局

### 政府网站（英文）
- 中国清洁生产包含有中国环境法的概述，相关政策和研究清洁生产和循环经济的案例。
- 中国气候变化信息网包含有信息法律、事件、组织和中国应对气候变化和可再生能源的新闻。

### 非政府组织

#### 公司
- 中国石油天然气集团公司
  - 通过旗下子公司吉林乙醇燃料有限公司建成中国第一个使用玉米作为原料生产乙醇的工厂，现在经营着好几个乙醇项目。新闻稿:2003年11月27日，中国第一个燃料乙醇生产线在吉林投入生产。

- 中国粮油食品集团
  - 计划在乙醇项目上投资逾10亿美元，使其生产能力提高到300万吨。
  - 目前在黑龙江省拥有一个生产乙醇的工厂，拥有在吉林省的另一个工厂的20%的股份，该工厂以玉米为原料生产乙醇。
  - 公司打算在广西壮族自治区构建一个使用木薯为原料生产乙醇的工厂。
  - 正在等待政府批准在河北省和辽宁省建造两个生产力为300000吨/年的乙醇工厂，使用的原料分别为玉米、红薯和只使用红薯。

- 丰原BBCA(中国)，使用玉米和木薯为原料大规模生产乙醇和生物质能的生产商，还做对纤维素乙醇的研究。
- 中国综合能源公司，中国综合能源公司是一家非国有综合能源公司，在中国从事三个业务:石油和重油成品的批发，生物柴油的生产和销售，零售加油站的操作。

### 上市公司
至少有两家上市公司：中国清洁能源公司和古杉集团，在中国生产和销售大量的生物柴油。

## 出版物
- 中华人民共和国生物燃料:另一种未来农业，2006年Kevin Latner，Caleb O'Kray，Junyang Jiang出版；2006年8月8日，美国农业部对外农业局。
- 环境和社会影响分析:在广西斯道拉恩索的种植园项目，2006年2月5日中国联合国开发计划署。
- 液体生物燃料运输:中国对可持续农业和能源的潜力和影响，2005年，GTZ。
- 健康、生态、能源和经济在中国综合农业生物能源系统的影响和成功扩散的机构策略，2004年10月美国特拉华州，能源和环境政策中心，John Byrne， Young-Doo Wang， William Ritter。

### 其他
- 中国的生物质能及其潜力（页面存档备份，存于）。
- 反思中国生物能源的未来，2007年5月21日，Lin Gan。
- 央視-中國生物航空燃油